# Luiz de Sousa
Luiz de Sousa (né le 6 octobre 1630 à Porto, au Portugal, et mort le 3 janvier 1702 à Lisbonne) est un cardinal portugais de la fin du XVIIe et du début du XVIIIe siècle. 

## Biographie
Luiz de Sousa est éduqué à la cour d'Espagne, avec l'infante de la reine, l'épouse du roi Philippe IV d'Espagne. Il a un fils illégitime, Leonardo de Sousa.
Devenu prêtre, de Sousa est doyen du chapitre de Porto et il est nommé gouverneur du diocèse par le chapitre. Pendant l'absence de son frère, le comte de Miranda, il exerce le gouvernement civil et militaire de Porto. À partir de 1669 il est grand aumônier du prince Pedro et devient chanoine de la cathédrale de Lisbonne.
Il est élu évêque titulaire d' Hippo Diarrhytus (de) en 1671 et est promu archevêque de Lisbonne en 1675. Il est aussi secrétaire d'État du Portugal.
Le pape Innocent XII le crée cardinal lors du consistoire du 22 juillet 1697. Il ne participe pas au conclave de 1700, lors duquel Clément XI est élu.

### Sources
- Fiche du cardinal sur le site fiu.edu